# Жигмытов, Баяр Тумурович
Баяр Тумурович Жигмытов (род. 23 августа 1953 года, Смоленск) — поэт, заслуженный работник культуры Республики Бурятия. Лауреат российской литературной премии имени Н. С. Лескова. Вице-Президент Лиги писателей Евразии, член Правления и Президиума Московской городской организации Союза писателей России (2009—2014 г.г.), генеральный директор ООО «Научно-Просветительский Центр им. Доржи Банзарова», общественно-политический деятель, член Конституционного Собрания Республики Бурятия (25 декабря 2000 г.), кандидат политических наук.

## Биография
Родился Баяр Жигмытов 23 августа 1953 года в г. Смоленске. Отец, Тумур Бадмажапович Жигмытов — офицер Генерального штаба Министерства обороны СССР, автор русско-монгольского военного словаря; мать — учительница географии, истории и немецкого языка.
Учился на русском языке в Петропавловской, Инзагатуйской, Белозерской школах Джидинского района, в городах Гусиноозерске, Чите, окончил советскую среднюю школу № 3 в Улан-Баторе (Монголия) в 1970 году. В 1975 году окончил Иркутский политехнический институт по специальности «тепловые электростанции».
С 1979 по 1986 годы Жигмытов работал в Бурятском филиале Сибирского отделения Академии наук СССР.
В 2006 году окончил аспирантуру Российской Академии государственной службы при Президенте РФ по специальности «Политические институты и национальные процессы, этнополитическая конфликтология». Защитил диссертацию кандидата политических наук (тема диссертации — «Коммуникативный ресурс подготовки политических решений органов исполнительной власти субъектов Российской Федерации»). Предложения и выводы, защищенные в диссертации, с 2007 года используются при оценке эффективности работы органов исполнительной власти субъектов РФ (Указы Президента РФ В. В. Путина, вышедшие в 2007 и 2012 г.г.).
В 1998—2004 годах —  председатель комитета по информации, печати и связям с общественными организациями администрации Президента и Правительства Республики Бурятия. В 2004—2008 годах — руководитель пресс-службы Министерства образования и науки Республики Бурятия. В 2007 году победил на федеральном конкурсе пресс-секретарей, региональных специалистов по связям с общественностью в области образования и науки России, разделив место с четырьмя представителями регионов РФ.
С 2008 по 2014 годы проживал в Москве, работал секретарем и членом Правления и Президиума Московской городской организации Союза писателей России (избран на общем собрании МГО СПР в 2009 г.). Вице-президент Лиги писателей Евразии. С 2014 года проживает в Улан-Удэ, работает генеральным директором Научно-Просветительского Центра имени Доржи Банзарова.

## Творческая деятельность
В 1976 году, за цикл стихов на русском языке, Жигмытов становится лауреатом Иркутской областной конференции «Молодость. Творчество. Современность».
С 1989 года стал членом Союза писателей СССР, в 1991 году, в связи с распадом СССР перешёл в Союз российских писателей.
В 1996 году стал лауреатом российской литературной премии им. Н. С. Лескова (г. Ярославль, российская литературная газета «Очарованный странник»).
В 2003 году его книга «Байкальское время» стала лауреатом бурятского республиканского конкурса «Книга года — 2003» в номинации «Поэтическое творчество».
В 2002 г. награждён федеральной медалью «За активное участие во Всероссийской переписи населения», получил звание «Заслуженный работник культуры Республики Бурятия».
В 2010 г. награждён медалью министерства культуры РФ «100-летие А. Т. Твардовского».